# Unterseeboot 864
Le Unterseeboot 864 (ou U-864) est un sous-marin allemand de type IX utilisé par la Kriegsmarine pendant la Seconde Guerre mondiale.

## Historique
Il a été coulé le 9 février 1945 par le sous-marin britannique HMS Venturer avec ses 73 hommes d'équipage à la position géographique de 60° 46′ 10″ N, 4° 37′ 15″ O. C'est le seul sous-marin à avoir été coulé en plongée par un assaillant lui aussi en plongée. Il est célèbre pour avoir pris part à l'opération Caesar : le transport d'armes secrètes vers le Japon, pour changer le cours de la guerre dans le Pacifique.

## Carrière
Pendant toute sa carrière, le U-864 fut commandé par le korvettenkapitän Ralf-Reimar Wolfram (en). Lancé le 9 décembre 1943, il fut d'abord affecté à la 4e flottille de sous-marins (4. Unterseebootsflottille) dans laquelle son équipage s'entraîna jusqu'au 31 octobre 1944. Le 1er novembre 1944, il fut réaffecté à la 33e flottille de sous-marins (33. Unterseebootsflottille), une unité de service actif.
Le 5 décembre 1944, le U-864 appareilla de Kiel pour une mission particulière, il s'agissait d'une opération secrète destinée à acheminer aux Japonais des technologies et des savoirs, ainsi que du mercure pour changer le cours de la guerre dans le Pacifique. Cette opération était l'opération Caesar. 
Le navire rencontre très vite des difficultés.
Après être sorti du canal de Kiel sans encombre, les incidents se multiplièrent : un échouement qui le mena au parc à U-Boot Bruno à Bergen pour réparation, la découverte de l'opération Caesar par les alliés grâce au décodage de messages, le bombardement du bunker Bruno le 12 janvier 1945 ce qui retarda les réparations, l'envoi du HMS Venturer dans le secteur et enfin une avarie moteur à tribord le 8 février alors qu'il reprenait sa route pour le Japon. Cette avarie le contraignit à rebrousser chemin vers Bergen.
La fin du U-864, de son équipage et de sa précieuse cargaison se joua à ce moment-là. Évoluant à grand bruit du fait de son avarie moteur, il fut très vite repéré par le Venturer qui est le seul sous-marin à avoir coulé un autre sous-marin en plongée. Après plusieurs heures de traque en immersion, et en s'aidant uniquement de ses hydrophones pour repérer l'U-864, les Britanniques ont tiré presque à "l'aveuglette" une salve de quatre torpilles à 17 secondes d'intervalle, dont l'une toucha le sous marin allemand qui s'était mis en plongée, et le coula.
Malgré les manœuvres d'évitement d'urgence du commandant Wolfram, le sous-marin allemand fut touché par la quatrième torpille du lieutenant James S. Launders, commandant du Venturer, qui l'expédia au fond de la mer du Nord, non loin de l'île de Fedje, le 9 février 1945.
L'opération Caesar fut donc un échec, handicapant un peu plus les Allemands et privant l'armée japonaise d'armes et de technologies modernes.

## L'épave
Le HNoMS Tyr (N50) (en) de la Marine royale norvégienne, a retrouvé le 22 février 2003, une épave de sous-marin, coupée en deux parties séparées de 40 mètres, à la suite de la découverte par un pêcheur d'une pièce d'un U-Boot dans ses filets. L'investigation qui suivit, effectuée par un mini sous-marin téléguidé depuis le navire Geobay, permit de confirmer les soupçons : cette épave est celle du U-864. Le sous-marin repose à 150 mètres de profondeur et à 3,5 kilomètres de Fedje, coupé en deux et avec ses volets en position de plongée d'urgence. La partie centrale (environ 8 mètres de longueur), comportant le kiosque, n'a pas été retrouvée. 
Cette épave a immédiatement soulevé un grave problème environnemental. Suivant les documents en archives, le U-864 transportait des moteurs à réaction et des plans du chasseur bombardier Messerschmitt Me 262, un stock de 65 tonnes de mercure réparties dans 1 875 flasques d'acier ; ces récipients résistent très mal aux effets conjugués du temps et de l'eau de mer, et le mercure est particulièrement toxique.
Le mercure était destiné à stimuler l’effort de guerre japonais dans le Pacifique, et la fabrication en particulier, des amorces de munitions, contenant du fulminate de mercure. En outre, le navire avait été chargé avec 27 torpilles, chacune contenant 265 kilos d'explosifs, ainsi qu'un certain nombre de mines et des grenades.

## La pollution du site
Les estimations de la cargaison de mercure stipulent une quantité de 62 tonnes. Il y a une certaine incertitude quant à l'état général des conteneurs métalliques. L'administration côtière a prélevé deux bouteilles pour expertises, en 2006 et en 2007. L'acier des flasques avait, à l'origine, une épaisseur de 5 mm, et a été retrouvé corrodé par endroits, à moins de 1 mm. 
Des niveaux élevés de mercure ont été retrouvés dans des poissons prélevés dans la zone au large de l'île de Fedje. Celle-ci est donc extrêmement polluée, et la pêche est interdite dans une zone de 30 000 m2, faisant dire à certains, que l'Europe avait potentiellement, son « Minamata ».

## Les projets de dépollution
Le gouvernement norvégien a mis en œuvre plusieurs projets afin de dépolluer le site et ses alentours. Deux solutions ont été retenues : le renflouage du sous-marin ou la couverture de l'épave par un sarcophage de sable et de béton, ou de roches. 
Fin 2006, l'administration côtière a recommandé la couverture de l'épave et les sédiments autour d'une forme de sable absorbant la pollution, le tout recouvert par un sarcophage,. Cette solution n'a pas été acceptée par les habitants de l'île de Fedje et l'administration côtière a été chargée jusqu'en avril 2007, d'étudier la possibilité de renflouer le sous-marin.
Un rapport a été publié en novembre 2008, et contrairement au précédent, celui-ci indique qu'il est techniquement possible de renflouer le sous-marin. Cependant, une évaluation effectuée par la société Det Norske Veritas, recommandait la couverture du sous-marin (abstraction faite d'événements imprévus), et indiquait une durée de protection, d'environ 3 400 ans.
Finalement, c'est un renflouement qui a été retenu le 29 janvier 2009, par la ministre des Pêches et Affaires côtières, Helga Pedersen, pour un montant d'un milliard de couronnes norvégiennes, une durée de deux mois, et confié à la société néerlandaise Mammoet Salvage. L'opération avait été prévue pour l'été 2009 mais le gouvernement norvégien l'a repoussée dans le temps, afin de réaliser des études complémentaires.
À la suite d'une question parlementaire le 26 mai 2010, la ministre des Pêches et Affaires côtières, Lisbeth Berg-Hansen, a confirmé le renflouement du sous-marin, concrétisant ainsi une grande victoire pour l'environnement. La décision a été aussi entérinée par le premier ministre, Jens Stoltenberg, le 19 mai 2010.  Cependant, le gouvernement norvégien a créé une incertitude sur le relevage après avoir décidé d'en proposer l'ajournement, et d'allouer 10 millions d'euros pour un rapport complémentaire, qui selon Lisbeth Berg-Hansen aidera à veiller à ce qu'une décision finale soit prise sur une base certaine.
En janvier 2013, Lisbeth Berg-Hansen a confirmé au Parlement, qu'il n'existait pas de calendrier prévisionnel. D'autre part, une campagne de mesure de la concentration en mercure, dans les sédiments du site, a été menée, en janvier 2013, par l'Institut norvégien de recherche sur l'eau (en) (NIVA).  
Le 20 mai 2014 un nouveau rapport a été publié, dans lequel la solution du recouvrement par un sarcophage a été recommandée. Les études ont coûté 150 millions de couronnes. L'annonce de cette nouvelle a été accueillie avec déception par les 561 habitants de l'île de Fedje. 
2015 marque la phase finale des études de dépollution. Le gouvernement norvégien a alloué des fonds supplémentaires, pour le soutien et la stabilisation de l'épave. Selon l'administration côtière norvégienne (Kystverket), l'attribution des marchés publics a été réalisée et publiée à l'automne 2015.
Le 15 septembre 2017, Kystverket, indique que des mesures au niveau du U-864 ont été réalisées et que les résultats des lectures des capteurs sur le remblai montrent que la stabilisation des fonds marins se réalise comme prévu. L'observation continue, par la mesure en permanence de la profondeur d'eau (pression hydrostatique) sur le remblai à deux endroits. Les différences de pression hydrostatique dues à des variations dans le temps du niveau d'eau, des vagues, et des capteurs de pression, sont compensées par comparaison avec des données de référence enregistrées dans une observation identique sur la terre ferme. 
Les mesures de stabilisation se termineront à la fin 2017/2018 et les capteurs seront alors supprimés.

## Navires-jumeaux
- U-181 U-182 U-196 U-197 U-198 U-199 U-200
- U-847 U-848 U-849 U-850 U-851 U-852 U-859
- U-860 U-861 U-862 U-863 U-871 U-872 U-873
- U-874 U-875 U-876 U-883 U-884 (en) U-885 U-886